# Walencki Blok Nacjonalistyczny
Walencki Blok Nacjonalistyczny (wal. Bloc Nacionalista Valencià, BLOC, BNV) – hiszpańska regionalna partia polityczna opowiadająca się za szeroką autonomią Walencji w ramach państwa hiszpańskiego z prawem do niepodległości. 

## Historia
Powstała 12 grudnia 1999 jako następczyni powołanej w 1982 Jedności Ludu Walencji (Unitat del Poble Valencià), Walenkiej Partii Nacjonalistycznej (Partit Valencià Nacionalista) utworzonej w 1990, Nacjonalistów z Alcoi (Nacionalistes d’Alcoi, 1994). W wyborach do Kortezów Walenckich z 1999 wzięła udział jako koalicja wyborcza ubiegając się bez powodzenia o mandaty w parlamencie regionalnym. 
W wyborach 2003 koalicja uzyskała 114 tys. głosów (4,67%). Rok później taka sama koalicja wystartowała z własną listą do Kongresu Deputowanych w Madrycie uzyskując 41 tys. głosów i 1,53%. Podczas wyborów do Parlamentu Europejskiego Blok był częścią międzyregionalnego sojuszu partii centrowych, prawicowych i lewicowo-nacjonalistycznych Galeusca – Pueblos de Europa, jednak nie wywalczył mandatu. W regionie Walencji na Blok padło 20 tys. głosów (1,12%). 
W wyborach gminnych 2007 wystartowała koalicja z Zieloną Lewicą Ekologiczną Kraju Walencji (Els Verds Esquerra Ecologista del País Valencià) i uzyskała 6% głosów, co przełożyło się na wybór 276 radnych. W wyborach do Parlamentu Walencji z tego samego roku Blok sprzymierzył się ze Zjednoczoną Lewicą Kraju Walencji przybierając nazwę Kompromisu dla Kraju Walencji (Compromís pel País Valencià). Koalicja wywalczyła 7 mandatów, w tym 2 dla Bloku, które objęli Enric Morera i Català (sekretarz generalny) oraz Josep Maria Pañella (przewodniczący). Należą oni do Klubu Radnych „Zjednoczona Lewica - Blok - Zieloni: Kompromis” (Esquerra Unida-Bloc-Verds-IR: Compromis). 
W wyborach ogólnohiszpańskich 2008 Blok nawiązał współpracę z Inicjatywą Ludu Walencji (Iniciativa del Poble Valencià). Koalicja uzyskała 30 tys. głosów i 1,09%. W wyborach do Parlamentu Europejskiego 2009 Blok stał się częścią Koalicji dla Europy.

## Program
Ideologia partii opiera się na dwóch filarach: walencjanizmie i postępowości. Jej poglądy społeczne można określić jako lewicowe.

## Struktura i wpływy
Od 1 stycznia 2007 na czele ugrupowania stoją: Enric Morera (sekretarz generalny) i Josep Maria Pañella (przewodniczący), którzy są jednocześnie deputowanymi do Kortezów Walenckich. Partia dysponuje młodzieżówką pod nazwą Bloc Jove. Obecnie partia dysponuje dwoma posłami w regionalnym parlamencie w maju 2011. Jeden poseł reprezentuje autonomistów w sejmiku prowincjonalnym w Castellón i Valencia.

## Kontrowersje
Partia była wielokrotnie ofiarą prób terrorystycznych, m.in. 9 grudnia 2007 z okazji Dnia Wspólnoty Walencji, kiedy pod jej siedzibę w Walencji podłożono bombę. 20 stycznia 2008 lokal partii w Benicasim został podpalony.